# ليغا برو
دوري الدرجة الثانية البرتغالي
(بالبرتغالية:  Segunda liga‏)
هو ثاني أعلى قسم دوري في البرتغال بعد الدوري البرتغالي . والبطل الحالي هو نادي باسوش دي فيريرا و كذلك أكثر من فاز باللقب برصيد 4 ألقاب . يصعد صاحب المركز الأول و صاحب المركز الثاني إلى الدوري الممتاز . بينما يهبط صاحب المركز الأخير و قبل الأخير إلى المستوى الثالث المعروف ببطولة البرتغال .

## الفائزين
1990-91 نادي باسوش دي فيريرا

1991-92 سبورتنج كلوب دي إسبينهو

1992-93 إستريلا دا أمادورا

1993-94 نادي تريسينس لكرة القدم 

1994-95 نادي ليسا

1995-96 ريو آفي

1996-97 سبورتنج كلوب كامبوميورينس

1997-98 اتحاد ليريا 

1998-99 جيل فيسنتي

1999-00 نادي باسوش دي فيريرا

2000-01 سانتا كلارا

2001-02 نادي موريرينسي لكرة القدم

2002-03 ريو آفي

2003-04 استوريل برايا

2004-05 نادي باسوش دي فيريرا

2005-06 نادي بيرا مار

2006-07 نادي ليكسيس الرياضي

2007-08 تريفونيسي

2008-09 سبورتنج كلوب أولهانينسي

2009-10 نادي بيرا مار

2010-11 جيل فيسنتي

2011-12 استوريل برايا

2012-13 بيلينسيس

2013-14 نادي موريرينسي لكرة القدم

2014-15 نادي تونديلا

2015-16 نادي بورتو ب (غير مستكمل)

2016-17 بورتيمونينسي

2017-18 نادي ماديرا

2018-19 نادي باسوش دي فيريرا